# Nidularium innocentii
Nidularium innocentii là một loài thực vật có hoa trong họ Bromeliaceae. Loài này được Lem. mô tả khoa học đầu tiên năm 1855.

## Hình ảnh

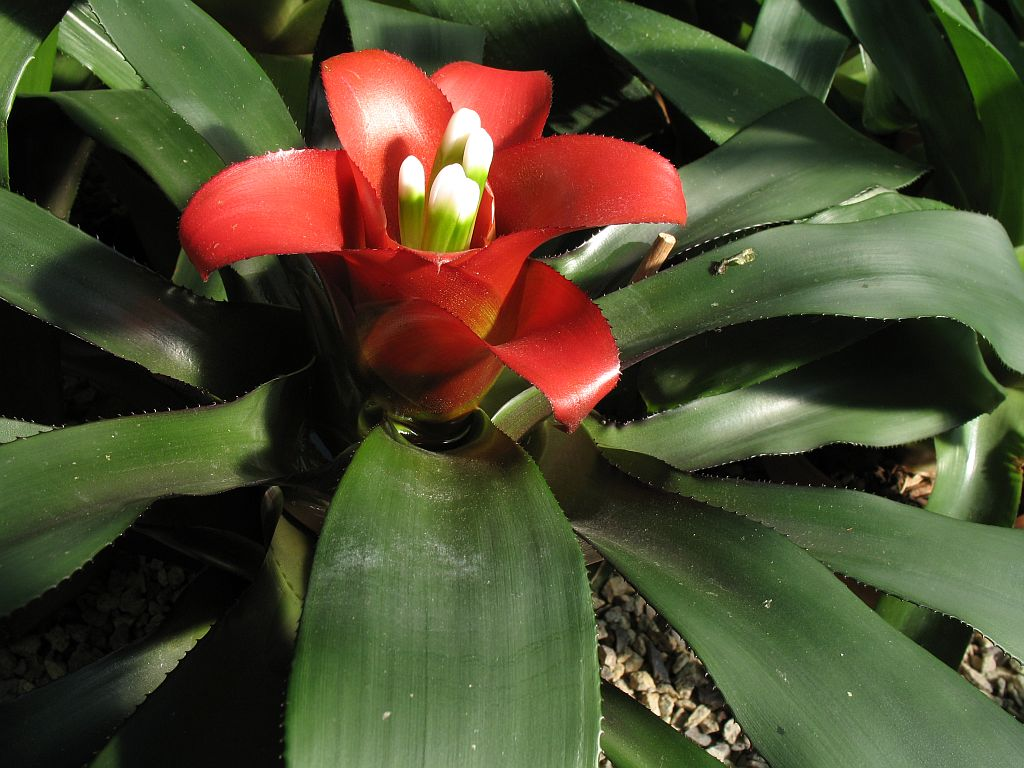
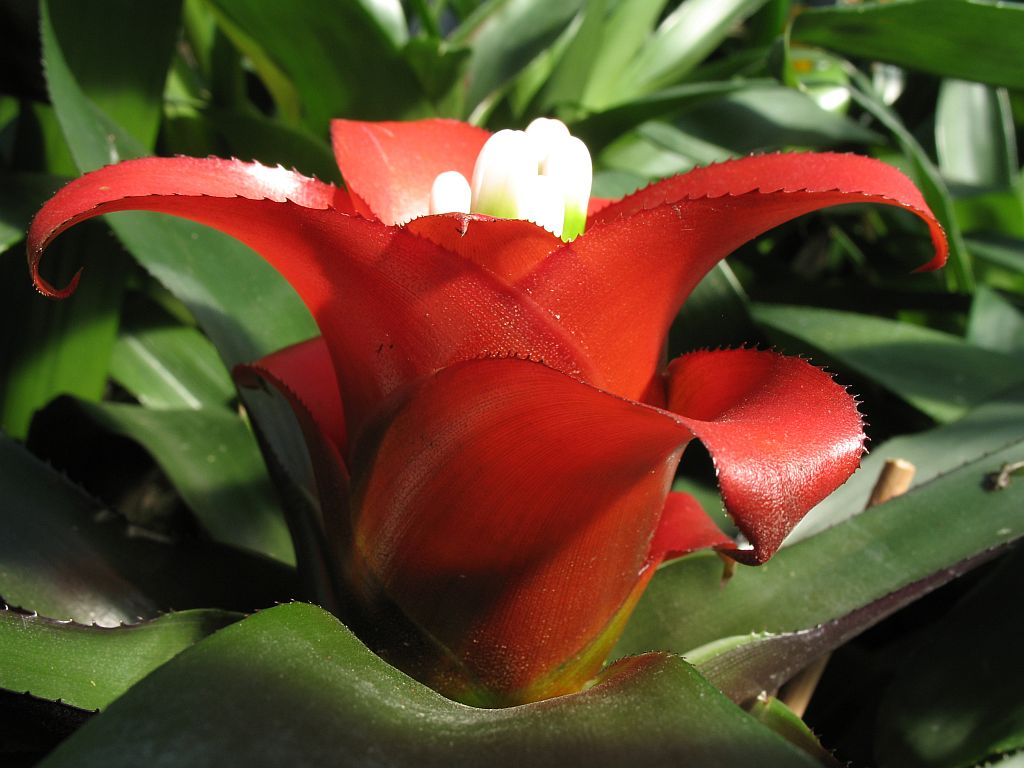
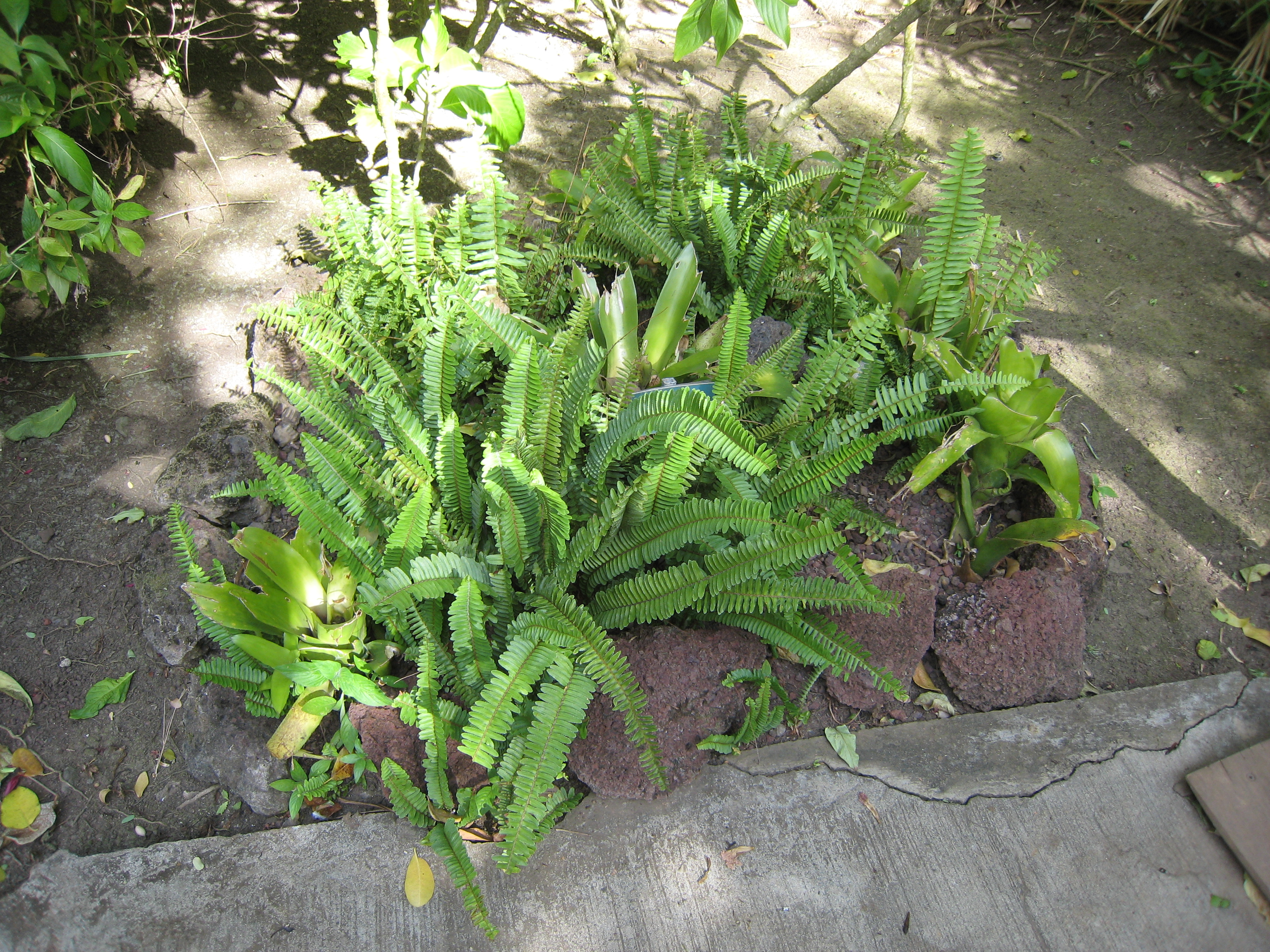
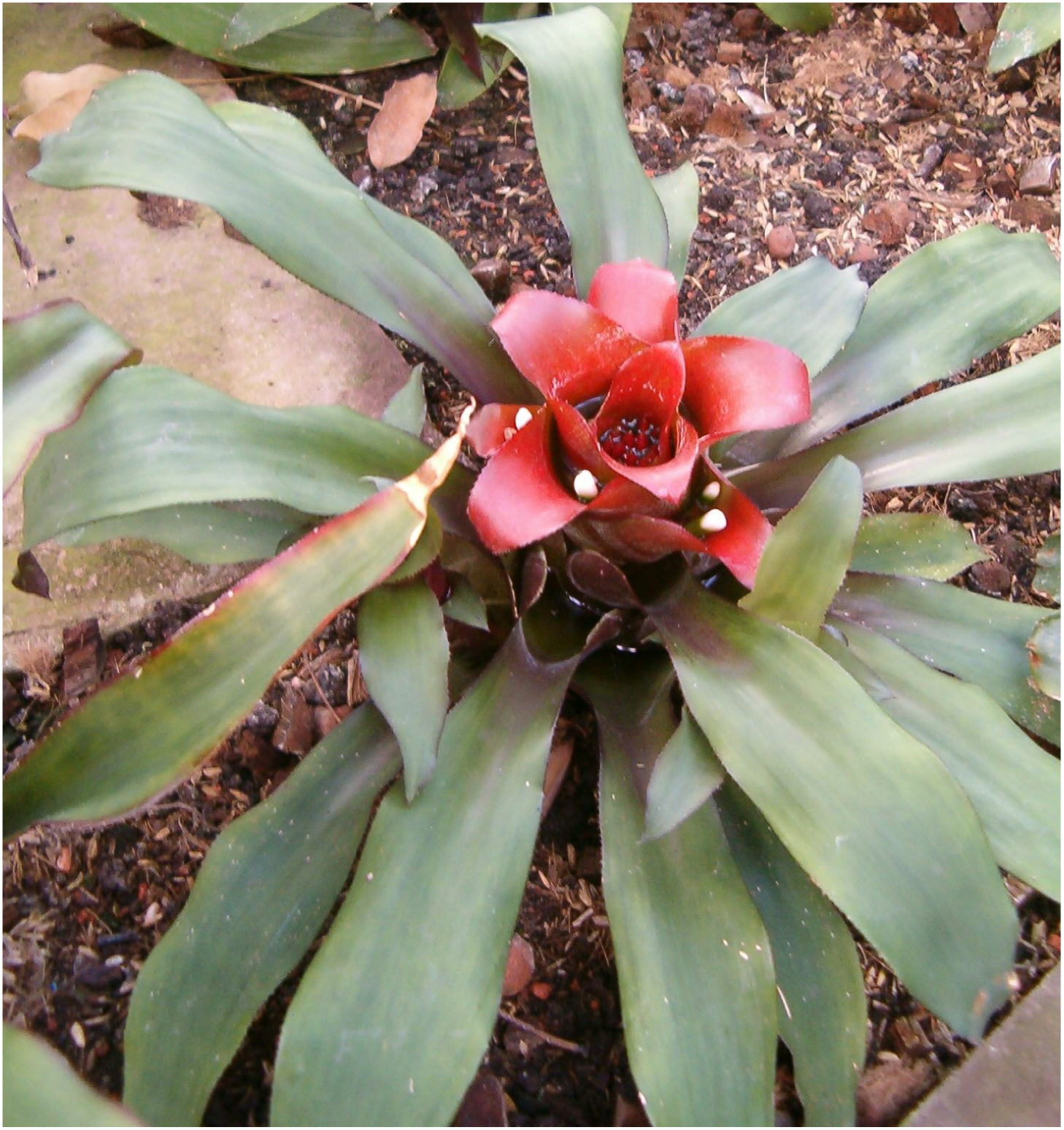